# La Providencia (México)
La Providencia es una ranchería del municipio de Álamos ubicada en el sureste del estado mexicano de Sonora, cercana a los límites divisorios con los estados de Chihuahua y Sinaloa. Según los datos del Censo de Población y Vivienda realizado en 2020 por el Instituto Nacional de Estadística y Geografía (INEGI), La Providencia tiene un total de 240 habitantes. Fue fundada como ejido el 26 de septiembre de 1956 por resolución presidencial al dotar de estar tierras a varios campesinos.

## Geografía
La Providencia se ubica en el sureste del estado de Sonora, en la región sur del territorio del municipio de Álamos, sobre las coordenadas geográficas 26°25'43" de latitud norte y 109°01'34" de longitud oeste del meridiano de Greenwich, a una altura media de 53 metros sobre el nivel del mar. Se encuentra en el borde de los límites municipales entre los municipios de Álamos y Huatabampo, en esa zona los divide la carretera federal 15, en el tramo Navojoa–Los Mochis, La Providencia se encuentra
justo de frente a Venustiano Carranza, localidad que es ya parte del territorio de Huatabampo.